# Arroyo de las Islas
Der Arroyo de las Islas ist ein im Osten Uruguays gelegener Fluss.
Der zum Einzugsgebiet der Laguna Merín zählende Fluss entspringt einige Kilometer nördlich von Vergara in der Cuchilla Cerro Largo. Er verläuft in Nord-Süd-Richtung auf dem Gebiet des Departamentos Treinta y Tres und mündet schließlich in Vergara als linksseitiger Nebenfluss in den Arroyo del Parao.